# エネット
株式会社エネット（英: ENNET Corporation）は、日本の小売電気事業者。

## 概要
電力自由化元年の2000年、NTTファシリティーズ・東京ガス・大阪ガスの共同出資によって設立された小売電気事業者（電力会社）。2019年、第三者割当増資によりNTTグループの連結子会社となる。
設立当初は新電力の特定規模電気事業者として契約電力が50kW以上の需要家に対して電力を供給する事業者であったが、2016年の電力の小売り全面自由化（電力自由化）により、新電力・小売電気事業者となった。電気の購入・販売に加え、企業の利用する脱炭素化を支援する各種サービスを提供している。
社名のエネットとは、英単語の energy と network とを合成させた造語である。

## 沿革
- 2000年（平成12年）7月7日 - 株式会社エネット設立
- 2016年（平成28年）4月以降 - 低圧契約の法人に対しても電力の供給を開始
- 2019年（令和元年）5月10日 - 日本電信電話株式会社（現・NTT株式会社）を引受先とする第三者割当増資を実施、これによりNTTグループの子会社となった[4]。
- 2019年10月1日 NTTグループ内の再編によりNTTアノードエナジーの子会社となった[5]。